# Боргаручи (Перуђа)
Боргаручи је насеље у Италији у округу Перуђа, региону Умбрија.
Према процени из 2011. у насељу је живело 22 становника. Насеље се налази на надморској висини од 356 м.